# Équipe des îles Vierges des États-Unis de football
Cet article traite de l'équipe masculine. Pour l'équipe féminine, voir Équipe des îles Vierges des États-Unis féminine de football.
Ne doit pas être confondu avec Équipe des îles Vierges britanniques de football.
Maillots
L'équipe des îles Vierges des États-Unis de football est l'équipe nationale qui représente les îles Vierges des États-Unis lors des compétitions internationales masculines de football, sous l'égide de la Fédération des îles Vierges des États-Unis de football. Elle consiste en une sélection des meilleurs joueurs islo-américains. Cette équipe utilise le Stade Bethlehem Soccer lors de ses matchs à domicile.

## Histoire
Bien que la FIFA n'ait pas reconnu officiellement l'équipe des Îles Vierges des États-Unis comme affiliée avant 1992, la fédération des Îles Vierges des États-Unis est fondée dans les années 1970 par Robert T. Wills, originaire de Trinité-et-Tobago. L'équipe dispute son premier match international officiel le 21 mars 1998, lors d'une victoire contre les Îles Vierges britanniques. En mai 2011, le chef de la fédération des Îles Vierges des États-Unis, Frederick Hillaren, entame des changements ambitieux au sein de l'équipe et nomme Keith Griffith, ancien entraîneur et capitaine de l'équipe nationale de la Barbade et ancien entraîneur de Joe Public à Trinité-et-Tobago, au poste de directeur technique. Deux mois après la nomination de Griffith, l'équipe gagne 51 places au classement mondial de la FIFA. Le football est le troisième sport le plus populaire sur les îles.
Engagée à six reprises dans les éliminatoires de la compétition, elle ne s'est jamais qualifiée pour une phase finale de Coupe du monde.

## Classement FIFA
| Année              | 1999 | 2000 | 2001 | 2002 | 2003 | 2004 | 2005 | 2006 | 2007 | 2008 | 2009 | 2010 | 2011 | 2012 | 2013 | 2014 | 2015 | 2016 | 2017 | 2018 | 2019 | 2020 | 2021 | 2022 | 2023 |
| ------------------ | ---- | ---- | ---- | ---- | ---- | ---- | ---- | ---- | ---- | ---- | ---- | ---- | ---- | ---- | ---- | ---- | ---- | ---- | ---- | ---- | ---- | ---- | ---- | ---- | ---- |
| Classement mondial | 194  | 198  | 198  | 197  | 199  | 196  | 196  | 198  | 201  | 195  | 199  | 200  | 178  | 186  | 193  | 197  | 177  | 195  | 198  | 202  | 207  | 207  | 207  | 208  | 204  |

## Palmarès

### Parcours en Coupe du monde
Les îles Vierges des États-Unis participent aux éliminatoires de la Coupe du monde à partir de l'édition de 2002.
| Année | Position     |      | Année         | Position |               | Année | Position |
| 1930  | Non inscrite | 1974 | Non inscrite  | 2010     | Non qualifiée |       |          |
| 1934  | Non inscrite | 1978 | Non inscrite  | 2014     | Non qualifiée |       |          |
| 1938  | Non inscrite | 1982 | Non inscrite  | 2018     | Non qualifiée |       |          |
| 1950  | Non inscrite | 1986 | Non inscrite  | 2022     | Non qualifiée |       |          |
| 1954  | Non inscrite | 1990 | Non inscrite  | 2026     | Non qualifiée |       |          |
| 1958  | Non inscrite | 1994 | Non inscrite  | 2030     | À venir       |       |          |
| 1962  | Non inscrite | 1998 | Non inscrite  | 2034     | À venir       |       |          |
| 1966  | Non inscrite | 2002 | Non qualifiée |          |               |       |          |
| 1970  | Non inscrite | 2006 | Non qualifiée |          |               |       |          |

### Parcours en Gold Cup
| Année | Position     |      | Année         | Position |               | Année | Position      |  | Année | Position |
| 1963  | Non inscrite | 1989 | Non inscrite  | 2007     | Non qualifiée | 2025  | Non qualifiée |  |       |          |
| 1965  | Non inscrite | 1991 | Non inscrite  | 2009     | Non inscrite  |       |               |  |       |          |
| 1967  | Non inscrite | 1993 | Non inscrite  | 2011     | Non inscrite  |       |               |  |       |          |
| 1969  | Non inscrite | 1996 | Non inscrite  | 2013     | Non inscrite  |       |               |  |       |          |
| 1971  | Non inscrite | 1998 | Non inscrite  | 2015     | Non inscrite  |       |               |  |       |          |
| 1973  | Non inscrite | 2000 | Non qualifiée | 2017     | Non inscrite  |       |               |  |       |          |
| 1977  | Non inscrite | 2002 | Non qualifiée | 2019     | Non qualifiée |       |               |  |       |          |
| 1981  | Non inscrite | 2003 | Non qualifiée | 2021     | Non qualifiée |       |               |  |       |          |
| 1985  | Non inscrite | 2005 | Non qualifiée | 2023     | Non qualifiée |       |               |  |       |          |

### Parcours en Ligue des nations
| Édition   | Ligue | Phase de groupes | Phase de groupes | Phase de groupes | Phase de groupes | Phase de groupes | Phase de groupes | Phase de groupes | Phase finale | Phase finale | Phase finale | Phase finale | Phase finale | Phase finale | Phase finale | Phase finale |
| Édition   | Ligue | Class.           | M                | V                | N                | D                | BM               | BE               | Pays hôte    | Résultat     | M            | V            | N            | D            | BM           | BE           |
| --------- | ----- | ---------------- | ---------------- | ---------------- | ---------------- | ---------------- | ---------------- | ---------------- | ------------ | ------------ | ------------ | ------------ | ------------ | ------------ | ------------ | ------------ |
| 2019-2020 | C     | 4/4              | 6                | 1                | 0                | 5                | 3                | 11               | 2020         | Inéligible   | Inéligible   | Inéligible   | Inéligible   | Inéligible   | Inéligible   | Inéligible   |
| 2022-2023 | C     | 4/4              | 6                | 1                | 1                | 4                | 5                | 10               | 2023         | Inéligible   | Inéligible   | Inéligible   | Inéligible   | Inéligible   | Inéligible   | Inéligible   |
| 2023-2024 | C     | 3/3              | 4                | 0                | 1                | 3                | 5                | 11               | 2024         | Inéligible   | Inéligible   | Inéligible   | Inéligible   | Inéligible   | Inéligible   | Inéligible   |
| 2024-2025 | C     | 3/3              | 4                | 0                | 1                | 3                | 4                | 14               | 2025         | Inéligible   | Inéligible   | Inéligible   | Inéligible   | Inéligible   | Inéligible   | Inéligible   |
| 2026-2027 | C     | /3               | 0                | 0                | 0                | 0                | 0                | 0                | 2027         | Inéligible   | Inéligible   | Inéligible   | Inéligible   | Inéligible   | Inéligible   | Inéligible   |
| Total     | Total | Total            | 20               | 2                | 3                | 15               | 17               | 46               | Total        | Total        | 0            | 0            | 0            | 0            | 0            | 0            |

## Joueurs

### Sélection actuelle

#### Appelés récemment
Les joueurs suivants ne font pas partie du dernier groupe appelé mais ont été retenus en équipe nationale lors des 12 derniers mois.
| Pos. | Nom | Date de Naissance | Sél. | Buts | Club (au moment de leur dernière convocation) | Dernier appel |
| ---- | --- | ----------------- | ---- | ---- | --------------------------------------------- | ------------- |

## Sélectionneurs
- Paul Inurie (2000)
- Glad Bugariu (2000–2002)
- Francisco Williams Ramírez (2003–2004)
- Carlton Freeman (2004-2008)
- Craig Martin (2010)
- Terrence Jones (2011)
- Leonard Appleton (2014-2015)
- Ahmed Mohammed Ahmed (2015-2017)
- Craig Martin (2017)
- Marcelo Serrano (2017-2019)
- Gilberto Damiano (2019-2024)
- Terrence Jones (depuis 2024)